# Liste der State-, U.S.- und Interstate-Highways in Mississippi
Dies ist eine Liste der State-, U.S.- und Interstate-Highways im US-Bundesstaat Mississippi.

State Route-Beschilderung in Mississippi

## State Routes
Einige der Straßen ab dem State Highway 701 sind teilweise nicht unter ihrer jeweiligen Nummer ausgeschildert, da sie größtenteils innerstädtisch entlang der (Haupt-)Straßen verlaufen.

### 1 – 621
- Mississippi Highway 1
- Mississippi Highway 2
- Mississippi Highway 3
- Mississippi Highway 4
- Mississippi Highway 5
- Mississippi Highway 6
- Mississippi Highway 7
- Mississippi Highway 8
- Mississippi Highway 9
- Mississippi Highway 12
- Mississippi Highway 13
- Mississippi Highway 14
- Mississippi Highway 15
- Mississippi Highway 16
- Mississippi Highway 17
- Mississippi Highway 18
- Mississippi Highway 19
- Mississippi Highway 21
- Mississippi Highway 22
- Mississippi Highway 23
- Mississippi Highway 24
- Mississippi Highway 25
- Mississippi Highway 26
- Mississippi Highway 27
- Mississippi Highway 28
- Mississippi Highway 29
- Mississippi Highway 30
- Mississippi Highway 32
- Mississippi Highway 33
- Mississippi Highway 35
- Mississippi Highway 37
- Mississippi Highway 39
- Mississippi Highway 41
- Mississippi Highway 42
- Mississippi Highway 43
- Mississippi Highway 44
- Mississippi Highway 46
- Mississippi Highway 47
- Mississippi Highway 48
- Mississippi Highway 50
- Mississippi Highway 53
- Mississippi Highway 57
- Mississippi Highway 63
- Mississippi Highway 67
- Mississippi Highway 69
- Mississippi Highway 76
- Mississippi Highway 145
- Mississippi Highway 149
- Mississippi Highway 161
- Mississippi Highway 172
- Mississippi Highway 178
- Mississippi Highway 182
- Mississippi Highway 184
- Mississippi Highway 198
- Mississippi Highway 245
- Mississippi Highway 301
- Mississippi Highway 302
- Mississippi Highway 304
- Mississippi Highway 305
- Mississippi Highway 306
- Mississippi Highway 309
- Mississippi Highway 310
- Mississippi Highway 311
- Mississippi Highway 313
- Mississippi Highway 314
- Mississippi Highway 315
- Mississippi Highway 316
- Mississippi Highway 321
- Mississippi Highway 322
- Mississippi Highway 328
- Mississippi Highway 330
- Mississippi Highway 331
- Mississippi Highway 332
- Mississippi Highway 333
- Mississippi Highway 334
- Mississippi Highway 336
- Mississippi Highway 338
- Mississippi Highway 340
- Mississippi Highway 341
- Mississippi Highway 342
- Mississippi Highway 345
- Mississippi Highway 346
- Mississippi Highway 347
- Mississippi Highway 348
- Mississippi Highway 349
- Mississippi Highway 350
- Mississippi Highway 354
- Mississippi Highway 355
- Mississippi Highway 356
- Mississippi Highway 362
- Mississippi Highway 363
- Mississippi Highway 364
- Mississippi Highway 365
- Mississippi Highway 366
- Mississippi Highway 367
- Mississippi Highway 368
- Mississippi Highway 369
- Mississippi Highway 370
- Mississippi Highway 371
- Mississippi Highway 373
- Mississippi Highway 382
- Mississippi Highway 385
- Mississippi Highway 388
- Mississippi Highway 389
- Mississippi Highway 391
- Mississippi Highway 393
- Mississippi Highway 395
- Mississippi Highway 397
- Mississippi Highway 403
- Mississippi Highway 404
- Mississippi Highway 407
- Mississippi Highway 411
- Mississippi Highway 413
- Mississippi Highway 415
- Mississippi Highway 424
- Mississippi Highway 425
- Mississippi Highway 427
- Mississippi Highway 429
- Mississippi Highway 430
- Mississippi Highway 431
- Mississippi Highway 432
- Mississippi Highway 433
- Mississippi Highway 434
- Mississippi Highway 436
- Mississippi Highway 438
- Mississippi Highway 440
- Mississippi Highway 442
- Mississippi Highway 444
- Mississippi Highway 446
- Mississippi Highway 448
- Mississippi Highway 450
- Mississippi Highway 454
- Mississippi Highway 462
- Mississippi Highway 463
- Mississippi Highway 465
- Mississippi Highway 467
- Mississippi Highway 468
- Mississippi Highway 469
- Mississippi Highway 471
- Mississippi Highway 472
- Mississippi Highway 473
- Mississippi Highway 475
- Mississippi Highway 476
- Mississippi Highway 477
- Mississippi Highway 478
- Mississippi Highway 481
- Mississippi Highway 482
- Mississippi Highway 483
- Mississippi Highway 484
- Mississippi Highway 485
- Mississippi Highway 486
- Mississippi Highway 487
- Mississippi Highway 488
- Mississippi Highway 489
- Mississippi Highway 490
- Mississippi Highway 491
- Mississippi Highway 492
- Mississippi Highway 493
- Mississippi Highway 494
- Mississippi Highway 495
- Mississippi Highway 496
- Mississippi Highway 498
- Mississippi Highway 500
- Mississippi Highway 501
- Mississippi Highway 502
- Mississippi Highway 503
- Mississippi Highway 504
- Mississippi Highway 505
- Mississippi Highway 508
- Mississippi Highway 510
- Mississippi Highway 511
- Mississippi Highway 512
- Mississippi Highway 513
- Mississippi Highway 514
- Mississippi Highway 528
- Mississippi Highway 529
- Mississippi Highway 531
- Mississippi Highway 532
- Mississippi Highway 533
- Mississippi Highway 535
- Mississippi Highway 536
- Mississippi Highway 537
- Mississippi Highway 540
- Mississippi Highway 541
- Mississippi Highway 545
- Mississippi Highway 547
- Mississippi Highway 548
- Mississippi Highway 550
- Mississippi Highway 552
- Mississippi Highway 553
- Mississippi Highway 554
- Mississippi Highway 555
- Mississippi Highway 556
- Mississippi Highway 558
- Mississippi Highway 563
- Mississippi Highway 567
- Mississippi Highway 568
- Mississippi Highway 569
- Mississippi Highway 570
- Mississippi Highway 571
- Mississippi Highway 575
- Mississippi Highway 583
- Mississippi Highway 584
- Mississippi Highway 585
- Mississippi Highway 586
- Mississippi Highway 587
- Mississippi Highway 588
- Mississippi Highway 589
- Mississippi Highway 590
- Mississippi Highway 591
- Mississippi Highway 594
- Mississippi Highway 598
- Mississippi Highway 601
- Mississippi Highway 603
- Mississippi Highway 604
- Mississippi Highway 605
- Mississippi Highway 606
- Mississippi Highway 607
- Mississippi Highway 609
- Mississippi Highway 611
- Mississippi Highway 612
- Mississippi Highway 613
- Mississippi Highway 614
- Mississippi Highway 615
- Mississippi Highway 617
- Mississippi Highway 618
- Mississippi Highway 619
- Mississippi Highway 621

### 701 – 795 (nördliches Mississippi)
- Mississippi Highway 701
- Mississippi Highway 702
- Mississippi Highway 703
- Mississippi Highway 704
- Mississippi Highway 705
- Mississippi Highway 706
- Mississippi Highway 713
- Mississippi Highway 714
- Mississippi Highway 716
- Mississippi Highway 718
- Mississippi Highway 720
- Mississippi Highway 722
- Mississippi Highway 723 (geplant)
- Mississippi Highway 724
- Mississippi Highway 725
- Mississippi Highway 726
- Mississippi Highway 727
- Mississippi Highway 728
- Mississippi Highway 729
- Mississippi Highway 731
- Mississippi Highway 732
- Mississippi Highway 733
- Mississippi Highway 734
- Mississippi Highway 735
- Mississippi Highway 736
- Mississippi Highway 738
- Mississippi Highway 739
- Mississippi Highway 740
- Mississippi Highway 741 (geplant)
- Mississippi Highway 743
- Mississippi Highway 744
- Mississippi Highway 745
- Mississippi Highway 747
- Mississippi Highway 758
- Mississippi Highway 759
- Mississippi Highway 760
- Mississippi Highway 761
- Mississippi Highway 762
- Mississippi Highway 763
- Mississippi Highway 764
- Mississippi Highway 765
- Mississippi Highway 766
- Mississippi Highway 767
- Mississippi Highway 768
- Mississippi Highway 769
- Mississippi Highway 770
- Mississippi Highway 772
- Mississippi Highway 773
- Mississippi Highway 774
- Mississippi Highway 775
- Mississippi Highway 776
- Mississippi Highway 777
- Mississippi Highway 778
- Mississippi Highway 779
- Mississippi Highway 780
- Mississippi Highway 781 (geplant)
- Mississippi Highway 782
- Mississippi Highway 784
- Mississippi Highway 785
- Mississippi Highway 786
- Mississippi Highway 788
- Mississippi Highway 789
- Mississippi Highway 790
- Mississippi Highway 791
- Mississippi Highway 792
- Mississippi Highway 793
- Mississippi Highway 795 (geplant)

### 801 – 897 (zentrales Mississippi)
- Mississippi Highway 801
- Mississippi Highway 802
- Mississippi Highway 804
- Mississippi Highway 806
- Mississippi Highway 808
- Mississippi Highway 809
- Mississippi Highway 810
- Mississippi Highway 812
- Mississippi Highway 814
- Mississippi Highway 816
- Mississippi Highway 817
- Mississippi Highway 818
- Mississippi Highway 819
- Mississippi Highway 820
- Mississippi Highway 822
- Mississippi Highway 824
- Mississippi Highway 826
- Mississippi Highway 830
- Mississippi Highway 832
- Mississippi Highway 834 (geplant)
- Mississippi Highway 835
- Mississippi Highway 836
- Mississippi Highway 844
- Mississippi Highway 848
- Mississippi Highway 850
- Mississippi Highway 852
- Mississippi Highway 853
- Mississippi Highway 854
- Mississippi Highway 855
- Mississippi Highway 857
- Mississippi Highway 859
- Mississippi Highway 860
- Mississippi Highway 878
- Mississippi Highway 881
- Mississippi Highway 882
- Mississippi Highway 883
- Mississippi Highway 884
- Mississippi Highway 885
- Mississippi Highway 886
- Mississippi Highway 888
- Mississippi Highway 889
- Mississippi Highway 890
- Mississippi Highway 892
- Mississippi Highway 894
- Mississippi Highway 895
- Mississippi Highway 897

### 902 – 992 (südliches Mississippi)
- Mississippi Highway 902
- Mississippi Highway 903
- Mississippi Highway 904
- Mississippi Highway 905
- Mississippi Highway 906
- Mississippi Highway 908
- Mississippi Highway 911
- Mississippi Highway 913
- Mississippi Highway 915
- Mississippi Highway 917
- Mississippi Highway 923
- Mississippi Highway 925
- Mississippi Highway 927
- Mississippi Highway 928
- Mississippi Highway 930
- Mississippi Highway 932
- Mississippi Highway 937
- Mississippi Highway 938
- Mississippi Highway 946
- Mississippi Highway 952
- Mississippi Highway 967
- Mississippi Highway 969
- Mississippi Highway 992

### Ehemalige Strecken
- Mississippi Highway 10
- Mississippi Highway 20
- Mississippi Highway 55
- Mississippi Highway 59
- Mississippi Highway 308
- Mississippi Highway 335
- Mississippi Highway 351
- Mississippi Highway 379
- Mississippi Highway 572
- Mississippi Highway 577
- Mississippi Highway 600
- Mississippi Highway 602

## U.S. Highways
- U.S. Highway 11
- U.S. Highway 45
- U.S. Highway 49
- U.S. Highway 51
- U.S. Highway 61
- U.S. Highway 72
- U.S. Highway 78
- U.S. Highway 80
- U.S. Highway 82
- U.S. Highway 84
- U.S. Highway 90
- U.S. Highway 98
- U.S. Highway 278
- U.S. Highway 425

## Interstates
- Interstate 10
- Interstate 14 (geplant)
- Interstate 20
- Interstate 22
- Interstate 55
- Interstate 59
- Interstate 69

### Zubringer und Umgehungen
- Interstate 110
- Interstate 220
- Interstate 269